# Condado de Deschutes
O Condado de Deschutes é um dos 36 condados do Estado americano do Oregon. A sede do condado é Bend, e sua maior cidade é Bend. O condado possui uma área de 7 912 km² (dos quais 95 km² estão cobertos por água), uma população de 115 367 habitantes, e uma densidade populacional de 15 hab/km² (segundo o censo nacional de 2000). O condado foi fundado em 1916.